# Муленги, Гленн Морван
Гленн Морван Муленги (фр. Glenn Morvan Moulengui, род. 1 августа 1995, Либревиль) — габонский шоссейный велогонщик.

## Карьера
В 2013 году, в возрасте 18 лет, Муленги был выбран в сборную Габона для участия в Тур дю Фасо. В следующем году на чемпионате Габона он выиграл два титула среди юниоров (U19) и занял два вторых места среди элиты в групповой и индивидуальной гонках. В 2015 году стал чемпион Габона в индивидуальной гонке.
В сентябре 2015 года принял участие в Африканских играх 2015 проходивших в Браззавиле (Республика Конго). На них он занял 12-е место в командной гонке, 35-е место в индивидуальной гонке и 64-м место в групповой гонке, уступив более 15 минут победителю. 
В 2016 году он участвовал во втором своём Тропикале Амисса Бонго после тренировки под руководством нового тренера сборной Габона Абрахама Олано. На первом этапе он стал лучшим габонским гонщиком, заняв 33-е место. По итогам гонки в генеральной классификации он занял 45-е место и выиграл майку лучшего габонского гонщика. На чемпионате Африки в Касабланке, финишировал 10-м в командной гонке, затем 15-м в индивидуальной гонке уступив почти 6 минут победителю Маухсине Лахсайни, и 59-м в групповой гонке отстав от победителя Тесфома Окюбамариама более чем на 17 минут. 
Летом отличился, выиграв этап на Тур де л’эст интернациональ в Кот-д’Ивуаре. В ноябре на чемпионате Габона выиграл индивидуальную гонку и финишировал вторым в групповой гонке.
В конце февраля 2017 года вместе с пятью товарищами по сборной Габона (Нгандамба, Нзаху, Марога, Чута, Экобена) отказался выйти на старт гонки Тропикале Амисса Бонго из-за нехватки финансирования, учитывая что их тренером был бывший испанский велогонщик Абрахам Олано, а также невыплатой всех причитающихся им бонусов от федерации велоспорта Габона как минимум в течение как минимум двух лет. За это министерство спорта Габона пожизненно отстранило всех шестерых от велоспорта. В июле это решение было заменено двумя условными годами.
Таким образом он смог принять участие во Франкофонских играх 2017 в Абиджане. На них он стартовал в групповой гонке, но не смог её закончить как и вся сборная Габона.
Стартовал на таких гонках как Тур дю Фасо, Тур Камеруна, Тур Марокко, Гран-при Шанталь Бийя, Тур Сенегала. Был участником чемпионата Африки.

## Достижения
2014
 Чемпион Габона — групповая гонка U19
 Чемпион Габона — индивидуальная гонка U19
2-й на Чемпионат Габона — индивидуальная гонка
2-й на Чемпионат Габона — групповая гонка
2015
 Чемпион Габона — индивидуальная гонка
2016
 Чемпион Габона — индивидуальная гонка
2-й на Чемпионат Габона — групповая гонка
6-й этап на Тур де л’эст интернациональ